# Maik Taylor
Maik Taylor (født 4. september 1971 i Hildesheim, Tyskland) er en nordirsk tidligere fodboldmålmand. Han spillede gennem karrieren for blandt andet Birmingham og Fulham.
Taylor spillede 88 kampe for Nordirlands landshold.